# Jardim da Praça da República (Horta)

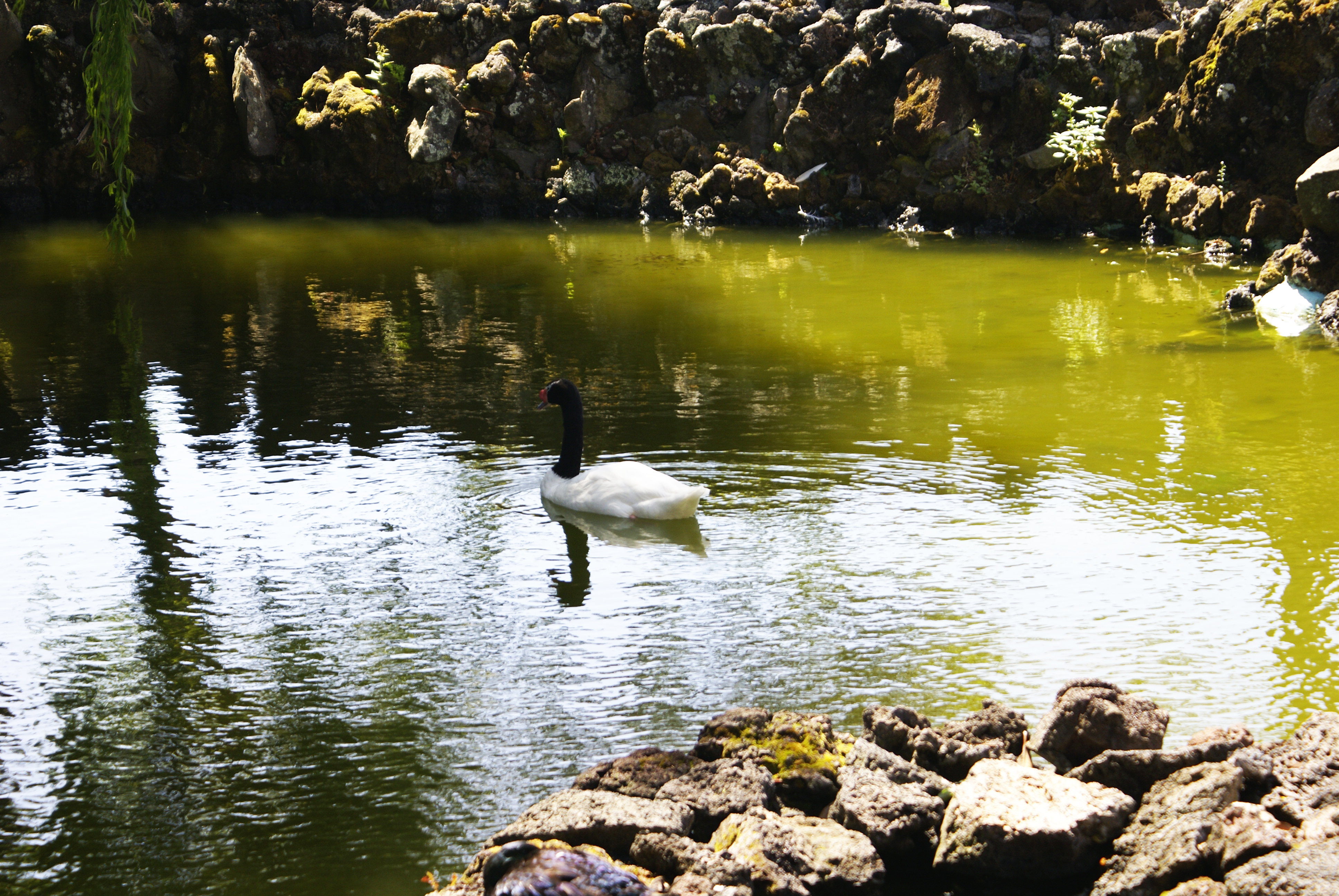
Jardim da Praça da República

O Jardim da Praça da República é um jardim localizado na cidade da Horta, ilha do Faial, Arquipélago dos Açores.
Ocupa o perímetro outrora ocupado pelo antigo Convento e Igreja da Glória, abandonado na sequência da extinção das ordens religiosas em 1834 e demolido em 1901.
Este jardim que se caracteriza pelo seu aspecto romântico ao gosto do Século XIX, apesar de datar de 1903, encontra-se entre os mais antigos da ilha do Faial.
Neste jardim é de destacar a existência de espécies arbóreas de grande porte como é o caso das Araucárias, também denominados Pinheiros da Ilha Norfolk, que desenham relvados e canteiros floridos e um lago com formas sinuosas, contornado por pedras de lava queimada.
Aqui é também de referir a existência de um coreto cuja construção também data de 1903.